# Fred Cohen
Frederick B. Cohen (* 1957) ist ein US-amerikanischer, international führender Forscher auf dem Gebiet der Internetsicherheit. Er führte 1984 den Begriff des Computervirus ein.

## Wissenschaftliche Ausbildung
Fred Cohen erlangte 1977 an der Carnegie Mellon University in Pittsburgh den Grad eines B. Sc. in Elektrotechnik und 1980 den Mastergrad in Informationswissenschaften an der University of Pittsburgh. 1986 erhielt er den Grad eines Ph.D. (Doktor) der Elektro- und Computertechnik an der University of California bei Leonard Adleman.

## Tätigkeit
Cohen ist seit 2002 forschender Professor (Research Professor) und Professor of Digital Forensics Investigation (Computer-Kriminologie) an der University of New Haven in West Haven. Seit 1986 leitet er die heute als Fred Cohen & Associates firmierende IT-Sicherheits-Beratungsgesellschaft. Zuvor war er in einer Reihe forschender und administrativer Führungspositionen tätig, unter anderem an den Sandia National Laboratories und bei der Burton Group.
Zum Training von Verhalten in Fällen von Netzwerk-Sicherheitsbrüchen veröffentlichte er 1998 ein Internet Game for information security policy development. Ebenfalls mit einem Ansatz spielerischen Lernens entwarf er analog seine „Sexual Harassment Game“-Trainings-Software, die das Umgehen mit angezeigten Fällen der in den USA strafrechtlich relevanten sexuellen Belästigung am Arbeitsplatz einübt.

## Öffentliche Wirkung
In seiner 1984 veröffentlichten Doktorarbeit mit dem Titel Computer Viruses Theory and Experiments schrieb Cohen folgenden Satz: "A computer virus is a program that can infect other programs by modifying them to include a possibly evolved version of itself." (deutsch: "Ein Computervirus ist ein Programm, das andere infizieren kann, indem es diese verändert, um eine möglicherweise weiterentwickelte Version von sich selbst einzufügen").
Das heute in der UNIX/Linux-Welt bekannte „Deception Toolkit (DTK)“ stammt ebenfalls aus der Feder Cohens.
Fred Cohen veröffentlichte bisher über 150 wissenschaftliche Zeitschriftenbeiträge.